# Nhóm ngôn ngữ Rôman
Nhóm ngôn ngữ Rôman là một phân nhóm của nhóm ngôn ngữ gốc Ý (thuộc hệ Ấn-Âu). Nhóm này là hậu thân của tiếng Latinh bình dân được dùng bởi các dân bản địa sau khi Đế quốc La Mã sụp đổ. Nhóm Rôman được chia ra làm ba nhánh: nhánh phía Đông, nhánh phía Nam và nhánh Ý-Tây.

## Sơ đồ của Nhóm ngôn ngữ Rôman
Nhóm ngôn ngữ Rôman (thuộc Ngữ hệ Ấn-Âu)
- Nhánh phía Đông: tiếng Romania, các loại tiếng Romania tại Croatia, Hy Lạp, Macedonia,Moldova
- Nhánh phía Nam
  - Tiếng Corse
  - Nhóm Sardegna: các phương ngữ của đảo Sardegna.
- Nhánh Ý-Tây
  - Nhánh Ý-Dalmatia
    - Nhóm Dalmatia: tiếng Dalmatia, tiếng Istriot đều đã bị mai một.
    - Nhóm tiếng Ý: tiếng Ý, tiếng Sicilia,Tiếng Napoli.

  - Nhánh phía Tây
    - Nhóm ngôn ngữ Gaul-Iberi
      - Nhóm Gaul-Rôman
        - Nhóm Gaul-Rhaeti
          - Nhóm tiếng Oïl
            - Tiếng Pháp-Provençal
            - Nhóm tiếng Pháp: tiếng Pháp, tiếng Norman, tiếng Picard, tiếng Wallon.

          - Nhóm Rhaetia: tiếng Romansh...

        - Nhóm Gaul-Ý: tiếng Liguria, tiếng Piemonte, tiếng Venetia,Tiếng Lombard

      - Nhóm Iberia-Rôman
        - Nhóm Astur-Leone
        - Nhóm Bồ-Gallici: tiếng Bồ Đào Nha...
        - Nhóm Occitan-Rôman: tiếng Catalunya, tiếng Oc (tiếng Occitan): tiếng Provençal, tiếng Gascon...
        - Nhóm Castilia: tiếng Tây Ban Nha...

    - Nhóm ngôn ngữ Pyrenee-Mozarab
      - Tiếng Mozarab: đã bị mai một.
      - Nhóm Pyrenee: tiếng Aragon dùng tại vùng chung quanh dãy núi Pyrenee,Tiếng Asturias